# Lăcustă
Lăcustele (Acridoidea) sunt insecte din ordinul ortopterelor, dăunătoare agriculturii, care au antene scurte și picioare posterioare foarte lungi, adaptate pentru sărit.
Se caracterizează prin antene scurte, tarsele picioarelor posterioare sunt formate din 3 articule și prevăzute cu arolium. Organele timpanale sunt așezate pe primul segment abdominal. Cercii sunt uniarticulați, iar oviscaptul este scurt. Organul stridulant este format dintr-un rând de dinți mici, așezați pe partea internă a femurelor posterioare care se freacă prin mișcarea ritmică a piciorului de marginea tegminelor.
Sunt celebre mai ales prin daunele colosale pe care le fac la culturile vegetale, îndeosebi unele specii, care pustiesc totul pe unde trec. Unele specii, în condiții favorabile,  au instinctul gregar și umblă în stoluri uriașe, făcând nori pe unde trec zburând, lăsând sărăcie și foamete în urma lor, ca pe vremea vestitului Lăcustă-Vodă (1538). Bântuiesc mai ales în regiunile calde ale globului, căci sunt termofile. În 1880, în Caucaz, trenul nu a mai putut merge, roatele locomotivei învârtindu-se pe loc pe straturi imense și groase de lăcuste.